# Gerardo Liceaga Arteaga
Gerardo Francisco Liceaga Arteaga (3 de octubre de 1960) es un periodista y político mexicano, miembro del Partido Revolucionario Institucional.

## Biografía
Nació el 3 de octubre de 1960 en Teoloyucan, Estado de México. Hijo de Luis Liceaga Montoya, quien fuera presidente municipal de Teoloyucan en dos ocasiones, y de Flor Arteaga Arteaga, maestra de profesión.
Cursó su educación básica en escuelas federales en Teoloyucan y en municipios vecinos como Cuautitlán.

## Experiencia profesional
Ingresó al Grupo Televisa en 1985, en donde posteriormente se desempeñaría como conductor y comentarista del noticiero Televisa Deportes. Cubrió todos los mundiales y juegos olímpicos desde 1986 a la fecha, y fue asignado a Ana Gabriela Guevara como reportero oficial de Televisa, siguiendo a la atleta en las diversas competencias y juegos olímpicos en los que participó.

## Trayectoria política
A principios de 2009, solicitó licencia de tiempo indefinido al Consejo de Televisa para separarse de su puesto. En ese mismo año fue postulado por el Partido Revolucionario Institucional como candidato a Presidente Municipal de su natal Teoloyucan, contendiendo contra su primo Roberto Liceaga García, quien era candidato del Partido Acción Nacional. Liceaga Arteaga obtuvo un triunfo contundente en la elección.
En 2012 fue elegido diputado federal por el Distrito Electoral Federal 02 del Estado de México, con cabecera en Teoloyucan. Actualmente se desempeña como tal, y es secretario de la Comisión del Deporte en la Cámara Baja.